# Волоколамский рубеж (кинофестиваль)
- 2004 — «Неслужебное задание»
- 2005 — «Академия смерти»
- 2006 — «Франц + Полина»
- 2007 — «12»
- 2008 — «Мы из будущего»
- 2008 — «Без цензуры»
- 2009 — «Подарок Сталину»
- 2010 — «Край»
- 2011 — «Утомлённые солнцем 2»
- 2012 — «Белый тигр»
- 2013 — «Легенда №17»
- 2014 — «Солнечный удар»
- 2015 — «Небесное кочевье»
- 2016 — «Битва ста полков»
- 2017 — «Софичка»
- 2018 — «Стойкость»
- 2019 — «Мальчик русский»
- 2020 — «Ржев»
- 2021 — «Неволя»
- 2022 — «Однажды в пустыне»
- 2024 — «Командир»

Международный кинофестиваль военно-патриотического фильма им. С. Ф. Бондарчука «Волоколамский рубеж» — российский кинофестиваль, проводящийся с 2004 года в Волоколамске.
Целью кинофестиваля определялось содействие развитию военно-патриотического кино, фильмов современных авторов, рассказывающие преимущественно о Великой Отечественной войне, а также о других войнах и конфликтах: гражданской, афганской и чеченской войнах.
Учредители кинофестиваля — Союз кинематографистов России, министерство культуры Московской области, администрация Волоколамского района при поддержке Министерства культуры России. Президентом фестиваля являлась Народная артистка России Ирина Скобцева-Бондарчук.
Авторы идеи фестиваля, его организаторы — заместитель председателя Союза кинематографистов народный артист России Клим Лаврентьев, Губернатор Московской области Герой Советского Союза Бориса Громова, глава Волоколамского района генерал-«афганец» Вячеслав Карабанов.
Волоколамск как место проведения фестиваля было выбрано не случайно: именно здесь осенью 1941 года стояли насмерть защитники Москвы, традицией было возложение участниками кинофестиваля цветов к мемориалу героям Панфиловцам у разъезда Дубосеково, а в середине 1960-х режиссёр Сергей Бондарчук снимал в этих местах эпизоды киноэпопеи «Война и мир».

## Номинации и призы
По итогам работы жюри игрового конкурса присуждались: Гран-При фестиваля,Приз «За лучшую мужскую роль», Приз «За лучшую женскую роль», Специальный приз жюри «За воплощение темы нравственной красоты человека», а также различные дипломы жюри. В документальном конкурсе победители получали Главный приз и специальный призы.
Также в отдельные годы вручались: Приз зрительских симпатий и призы различных организаций: Приз РИО, Приз РВИО, Приз Госфильмофонда России и другие.
Призом фестиваля скульптура Александра Рожникова изображающая пучок разной кинопленки — узкоформатной и широкоформатной — свернутый в единый узел, который расправляется как пружина, превращаясь в звёзды — по словам скульптора, этим он хотел показать связь кинематографистов военного времени и современников.

## Фестивали по годам

### 2004 — I
15 по 19 декабря.
На конкурс было представлено 9 художественных фильмов: «В созвездии Быка» Петра Тодоровского, «Неслужебное задание» Виталия Воробьёва, «Честь имею» Сергея Тарасова, Вам — задание" Юрия Бержицкого, а также зарубежные фильмы «Последний меч самурая» (Едзиро Такито, Япония), «Бон вояж!» (Жан-Поля Раппо, Франция), «Странные сады» (Жан Беккер, Франция), «Убить короля» (Майк Баркер, Великобритания) и «Жизнь как чудо» (Эмир Кустурица, Сербия).
Жюри фестиваля: оператор Вадим Юсов (председатель), режиссер Михаил Туманишвили, сценарист Александр Бородянский, первый секретарь правления СК РФ режиссёр Клим Лаврентьев, актрисы Людмила Зайцева и Татьяна Божок, президена Гильдии киноведов и кинокритиков России Виктор Матизен.
Лауреаты первого кинофестиваля:
- Гран-при — фильму «Неслужебное задание» режиссёра Виталия Воробьева
- Приз за лучшую мужскую роль — Павел Майков, за роль в фильме «Неслужебное задание»
- Приз за лучшую женскую роль — Сандра Эккерт, за роль в фильме «Странные сады»
- Специальный приз жюри — фильму «В созвездии Быка» режиссёра Петра Тодоровского

В конкурсе документальных фильмов жюри под председательством режиссера-документалиста Игоря Григорьева присудило Главный приз фильму Сергея Серегина «Последний солдат», посвященной войне в Афганистане.
Источники

### 2005 — II
6 по 11 декабря.
В конкурсной программе фестиваля представлены 11 художественных фильмов: три российские картины — «Первый после Бога» Василия Чигинского, «Время собирать камни» Алексея Карелина, «Взрыв на рассвете» Виталия Воробьева и Ивана Криворучко, и зарубежные фильмы — «Глубокое течение» Маргариты Касымовой и Ивана Павлова (Белоруссия), «Академия смерти» Дениса Ганзеля (Германия), «Пропуск» Бертрана Тавернье (Франция), «Великий рейд» Джона Дала (США), «Источник жизни» Милана Циеслара (Чехия), «38-я параллель» Кан-Чжэ-Гю (Корея), «Дозорный» (Иран), «Божьи крошки» (Польша).
Кроме того, в рамках фестиваля прошла презентация новой картины режиссера Александра Рогожкина «Перегон» и встреча с творческой группой картины, внеконкурсный показ в рубрике «Великая Отечественная глазами молодых кинематографистов» фильмов «Звезда» Николая Лебедева, «Свои» Дмитрия Месхиева и «Еще о войне» Петра Кривостаненко, специальным событием фестиваля стал внеконкурсный показ фильма Романа Полански «Пианист».
Жюри конкурса художественных фильмов под председательством Юрия Клепикова определило победителей:
- Гран-при — фильму «Академия смерти» режиссёра Дениса Ганзеля (Германия)
- Специальный приз жюри — фильму «Источник жизни» режиссера Милана Циеслара (Чехия)
- Приз за лучшую мужскую роль — Алексею Девотченко, за роль в фильме «Красное небо. Чёрный снег» (Россия)
- Приз за лучшую женскую роль — Моника Гилмерова, за роль в фильме «Источник жизни» (Чехия)
- Диплом жюри «за воплощение драмы человека, выстоявшего в войне» — фильму «Время собирать камни» режиссера Алексея Карелина (Россия)

Приз зрительских симпатий — фильму «Академия смерти»
В конкурсе документальных фильмов жюри под председательством военный кинодокументалиста-фронтовика Семён Школьникова присудило Главный приз фильму «Остаться русскими» режиссёра Виктора Лисаковича.
Источники

### 2006 — III
16 по 20 ноября.
В конкурсную программу художественных фильмов вошли российские фильмы «День Победы» Федора Петрухина, «Перегон» Александра Рогожкина, «Полумгла» Артема Антонова, «Прорыв» Виталия Лукина, «Франц + Полина» Михаила Сегала, «Живой» Александра Велединского, а также зарубежные фильмы «Морпехи» Сэма Мендеса (США), «Желары» Ондржея Трояна (Чехия), «В горах Тайханшань» (Китай).
Жюри под председательством композитора Евгения Догиопределило победителей:
- Гран-при — фильму «Франц + Полина» режиссера Михаила Сегала
- Приз за лучшее исполнение женской роли — Светлана Иванова, за роль в фильме «Франц + Полина»
- Приз за лучшее исполнение мужской роли — Джейк Гилленхаал, за роль в фильме «Морпехи» (США)
- Диплом за лучший сценарий — Уильям Бройлс, за сценарий фильма «Морпехи» (США)
- Диплом за оригинальность воплощения темы войны — фильму «Перегон» Александра Рогожкина
- Специальный приз жюри — фильму «Полумгла» Артема Антонова

Приз зрительских симпатий — фильму «Прорыв» режиссёра Виталиея Лукина
В конкурсе документальных фильмов жюри под председательством режиссёра-документалиста Сергей Роженцев присудило Главный приз фильму «Последняя вахта» Марии Соловцовой об аварии атомной подлодки К-219 в октябре 1986-го у Бермудских островов.
Источники

### 2007 — IV
16 — 20 ноября.
В конкурсную программу художественных фильмов вошли 10 игровых картин. От России — «12» Никиты Михалкова, «Агитбригада «Бей врага!»» Виталия Мельникова, «Отец» Ивана Соловова, «Граффити» Игоря Апасяна, а также фильмы: «Родина или смерть» (Россия/Белоруссия, Алла Криницына), «Враги» (Россия/Белоруссия, Мария Можар), «18 квадрат» (Узбекистан, Джахангир Касымов), «Там, где цветет лимон» (Сербия, Здравко Шотра), «Мой фюрер, или Самая правдивая правда об Адольфе Гитлере» (Германия, Дани Леви), «Эскадрилья «Лафайет»»(США, Тони Билл).
Жюри под председательством генерального директора Госфильмофонда России Николая Бородачева определило победителей:
- Гран-при — фильм «12» режиссёра Никиты Михалкова
- Специальный приз жюри — фильму «Граффити» режиссёра Игоря Апасяна
- Приз «За лучшую мужскую роль» — Виктор Перевалов, за роль в фильме «Граффити»
- Приз «За лучшую женскую роль» — претенденток на приз жюри не нашло

Приз зрительских симпатий — фильму «Отец» режиссера Ивана Соловова
В конкурсе документальных фильмов жюри под председательством кинорежиссера Игоря Беляева присудило Главный приз фильму «Целую, мама» режиссера Алексея Васильева из цикла «Герои новой России».
Источники
Александр Кондрашов — Волоколамский рубеж // Литературная газета, 1 января 2007

### 2008 — V
15 по 19 ноября.
В конкурсную программу художественных фильмов вошли 12 картин, среди которых «Военный корреспондент» (Костадин Бонев, Болгария), «Чаклун и Румба» (Белоруссия), «Без цензуры» (Брайан де Пальма, США), «Шима» (Баходыр Юлдашев, Узбекистан), «Живые и мертвые» (Кристиан Милич, Хорватия). Россия представлена картинами «Мы из будущего» Андрея Малюкова, «Сапёры» Бориса и Василия Щербаковых, «Господа офицеры: Спасти императора» Олега Фомина, «Александр. Невская битва» Алексея Карелина, «Никто, кроме нас...» Сергея Говорухина и «На краю стою» Эдуарда Тополя, «Русичи» Адель Аль-Хадада.
Жюри под председательством режиссёра Болотбека Шамшиева определило победителей:
- Гран-при — разделили два фильма: «Мы из будущего» режиссёра Андрея Малюкова (Россия) и «Без цензуры» (Redacted" режиссёра Брайана Де Пальмы (США)
- Специальный приз — фильму «На краю стою» режиссёра Эдуарда Тополя
- Приз за лучшую мужскую роль — Артур Смольянинов, за роль в фильме «На краю стою»
- Приз за лучшую женскую роль — Ирини Жамбонас, за роль в фильме «Военный корреспондент» (Болгария)

В конкурсе документальных фильмов жюри под председательством кинорежиссера Тенгиза Семёнова рисудило Главный приз фильму «Анастасия» режиссёра Виктора Лисаковича.
Источники

### 2009 — VI
16 по 20 декабря.
В конкурсной программе игрового фильма 13 картин, в том числе: «Второе дыхание» Михаила Туманишвили, грузинская «Зона конфликта» Вано Бурдули, «Разжалованный» Владимира Тумаева, «Русская жертва» Елены Ляпичевой, «Снайпер: Оружие возмездия» Александра Ефремова, «Обречённые на войну» Ольги Жулиной, «Одна война» Веры Глаголевой, «Пленный» Алексея Учителя, «Подарок Сталину» Рустема Абдрашева, «Поп» Владимира Хотиненко, «Письма с Иводзимы» Клинта Иствуда (США).
Кроме того на фестивале были показаны фрагменты только ещё ожидавшихся к выходу фильмов «Брестская крепость» Александра Котта и «Утомлённые солнцем 2: Предстояние» Никиты Михалкова и внеконкурсная программа для детей из мультфильмов — призеров Суздальского фестиваля анимационного кино.
Жюри конкурсной программы игрового фильма: председатель, режиссер В. Грамматиков (Россия), телеведущая, журналист Лили Луна Мартинес (Мексика), продюсер международных кинопроектов Кристель Верджад (Франция) определило победителей:
- Гран-при — фильму «Подарок Сталину» режиссера Рустема Абдрашева (Казахстан, Россия, Польша, Израиль)
- Приз за лучшее исполнение мужской — Михаилу Месхи, за роль в фильме «Зона конфликта» (Грузия)
- Приз за лучшее исполнение женской — Нине Лощининой, за роль в фильме «Обречённые на войну» (Россия)
- Специальный приз жюри — фильму режиссера Владимира Тумаева «Разжалованный» (Россия).

В конкурсной программе документальных фильмов было 20 картин, жюри под председательством кинорежиссёра Вагифа Мустафаева в составе генерального директора Красногорского киноархива Н. А. Калантаровой и генерал-майора, доктора исторических наук, профессора А. Г. Харькова присудило Главный приз фильму «Илья Гутман. Человек войны и мира» режиссера Игоря Григорьева.
Источники

### 2010—2012
Источники

### 2013 — Х
15 по 20 ноября.
В конкурсной программе игровых фильмов представлено 8 картин — российские: «1210» Арсения Гончукова, «Легенда №17» Николая Лебедева, «Жажда» Дмитрия Тюрина и зарубежные фильмы — «7 дней грехов» Иржи Хлумского (Чехия), «82 храбреца» Ян Ху (Китай), «Старая погранзастава» Юнь Дэгэна и Ду Леонь (Китай), «Хаберманн» Юрай Герца (Чехия-Германия), «Облава» Марцина Кшишталовича (Польша).
Жюри под предстедательством киноведа Сергея Лазарука определило победителей:
- Гран-при — фильму «Легенда №17» Николая Лебедева.
- Приз за лучшее исполнение мужской — Михаил Грубов, за роль в фильме «Жажда»
- Приз за лучшее исполнение женской — Хана Херцшпрунг, за роль в фильме «Хаберманн» (Германия)
- Специальный приз жюри — фильму «82 храбреца» Ян Ху (Китай)
- Специальный приз жюри — фильму «1210» Арсения Гончукова

Приз зрительских симпатий — фильму «Жажда» Дмитрия Тюрина
В конкурсе документальных фильмов жюри под председательством режиссёра-документалиста Игоря Беляева присудило Главный приз фильму «Умирать легко, жить — труднее…» режиссеров Игоря Мордмилловича и Александра Сокина.
Источники

### 2014 — ХI
14 по 18 ноября.
В конкурсе игровых фильмов жюри под предстедательством киноведа Сергея Лазарука определило победителей:
- Гран-при — фильму «Солнечный удар» режиссёра Никиты Михалкова
- Специальный приз жюри — фильму «Цель вижу» режиссёра Евгения Сокурова
- Приз за лучшую мужскую роль — Ван Дачжи, за роль в фильме «Я не Ван Мао» (Китай)
- Приз за лучшую женскую роль — Эльвира Шияпова, за роль в в фильме «Цель вижу» (Россия)

Приз зрительских симпатий — фильму «Путёвка в жизнь» режиссёра Олега Галина
В конкурсе документальных фильмов жюри под председательством режиссёра-документалиста Игоря Беляева присудило Главный приз фильму «Хан Гуссейн Нахичеванский. Человек чести» режиссёра Людмилы Гуркаленко.
Источники

### 2015—2017
Источники

### 2018 — XV
22 — 27 августа.
В конкурсе игровых фильмов жюри под предстедательством Кирилла Разлогова определило победителей:
- Гран-при — фильму «Стойкость» режиссёра Рашида Маликова (Узбекистан)
- Приз «За лучшее исполнение мужской роли» — Константину Хабенскому, за роль в фильме «Собибор»
- Приз «За лучшее исполнение женской роли» — Юлии Пересильд, за роль в фильме «Холодное танго»

Приз зрительских симпатий — фильму «Холодное танго» режиссёра Павла Чухрая
Приз РВИО — фильму «Собибор» режиссёра Константина Хабенского
В конкурсе документальных фильмов жюри под председательством Станислава Поповича присудило Главный приз фильму «Блокадная кровь» режиссёра Элеоноры Лукьяновой
Источники

### 2019 — XVI
22 по 27 августа.
За шесть дней фестиваля его кинопоказы и другие мероприятия посетило свыше 7 000 зрителей.
В конкурсе игровых фильмов жюри под предстедательством Ирины Гращенковой определило победителей:
- Гран-при — фильму «Мальчик русский» режиссера лександра Золотухина
- Приз «За лучшее исполнение мужской роли» — Гойко Митич, за роль в фильме «Балканский рубеж»
- Приз «За лучшее исполнение женской роли» — Равшана Куркова, за роль в фильме «Балканский рубеж»
- Диплом жюри «За яркое воплощение воли к победе» — фильму «Фото на память» режиссёра И. Васильева

Приз зрительских симпатий — фильму «Сестренка» режиссера Александра Галибина
Приз РВИО — фильму «Крик тишины», режиссер В. Потапов
В конкурсе документальных фильмов жюри под председательством Станислава Поповича присудило:
- Главный приз — документальному фильму «Экспозиция войны» режиссер В. Сидоренко.
- Приз РИО — документальному фильму «Александровка», режиссеры А. и Г. Евтушенко
- Приз Госфильмофонда России — документальному фильму «Небо», режиссеры А. Малечкин, С. Линников

Источники

### 2020 — XVII
20 по 24 декабря.
Из-за пандемии конкурсные кинопоказы фестиваля прошли в онлайн-формате на сайте Музея Победы.
В конкурсную программу кинофестиваля вошли игровые фильмы: «Блокадный дневник» (Россия), «Враги» (Грузия), «Доктор Лиза» (Россия), «Сто один» (Узбекистан), «Король Петр I» (Сербия-Греция), «Можешь ли ты убивать?» (Болгария), «Шыракшы» (Казахстан) и другие.
Жюри под председательством Валерия Фомина определило победителей:
- Гран-при — фильму «Ржев» режиссёра Игоря Копылова
- Приз за лучшее исполнение мужской роли — Михаил Гомиашвили, за роль в фильме о грузино-осетинском конфликте «Враги», реж. Георгий Гачава
- Приз за лучшее исполнение женской роли — Чулпан Хаматова, за роль в фильме «Доктор Лиза»
- Приз РВИО — фильму «Блокадный дневник» режиссёра Андрея Зайцева

В конкурсе документальных фильмов жюри под председательством Алевтины Чинаровой присудило Главный приз фильму «Люди Победы. Ни шагу назад» режиссёров Ольги Лазебник и Елены Легейды.
Источники

### 2021 — XVIII
В конкурсе игровых фильмов жюри под предстедательством Виктор Васильев определило победителей:
- Главный приз — фильму «Неволя» режиссёра Рашида Маликова (Узбекистан)
- Приз за лучшее исполнение мужской роли — Ньургун Бэчигэн, за роль в фильме «Тыгын Дархан» Никиты Аржакова
- Приз за лучшее исполнение женской роли — австрийская актриса Луиза Селин Гаффрон (Luisa-Céline Gaffron) («Уроки фарси» Вадима Перельмана, Германия — Беларусь — Россия).
- Лучшим короткометражным фильмом признан «Сашка. Дневник солдата» Кирилла Зайцева.

В конкурсе документальных фильмов жюри под председательством Валерий Фомин присудило Главный приз фильму, «Последний адмирал Советского Союза» Геннадия Каюмова, посвящённом адмиралу Касатонову.
Источники

### 2022 — XIX
20-23 декабря.
Жюри игрового конкурса под председательством режиссёра Юрия Кары определило победителей:
- Гран-при — фильму «Однажды в пустыне» режиссёра Андрея Кравчука
- Приз за лучшую мужскую роль — Александр Робак, за роль в фильме фильму «Однажды в пустыне»
- Специальный приз — фильму «Небо» режиссёра Игоря Копылова

Приз Госфильмофонда РФ — картине «1941. Крылья над Берлином» режиссёра Константина Буслова
Приз Оргкомитета фестиваля — «11 молчаливых мужчин» режиссёра Алексея Пиманова
В конкурсе документальных фильмов жюри под председательством Алевтины Чинаровой присудило Главный приз фильму «Герои подполья. Дважды казненные» (реж. Павел Ковязин).
Помимо двух конкурсов в этом году под девизом «Волоколамский рубеж — Донбасскому рубежу» отдельная панорама-конкурс документальных фильмов о Донбассе, жюри которого возглавил историк кино, доктор искусствоведения Валерий Фомин, главный приз панорамы-конкурса присвоен документального фильму «Донбасс. Резервный полк» режиссёра Валерия Тимощенко.
Источники

### 2024 — ХХ
12-16 ноября.
Жюри игрового конкурса под председательством Виктора Васильева определило победителей:
- Приз «За лучший игровой фильм» — фильму «Командир», реж. Тимур Хван, Александр Гурьянов
- Приз «За лучшую мужскую роль» — актеру Кириллу Зайцеву, фильм «Командир»
- Приз «За лучшую женскую роль» — актрисе Евгении Симоновой, фильм «Смотри на меня!»

Также призами жюри отмечены фильмы "Суворовец 1944″ (Приз «За единство поколения»), «9 секунд» (Приз «За твердость характера героя фильма») и «Позывной «Пассажир»» (Приз «За яркое воплощение становления героя»), ряд работ отмечены общественными призами.
В конкурсе документальных фильмов жюри под председательством Министра культуры ДНР Михаила Желтякова присудило Главный приз фильму фильму «Приравнены к хлебу» (реж. Арина Новикова).
Источники